# Sainte-Hélène (Gironda)
Sainte-Hélène é uma comuna francesa na região administrativa da Nova Aquitânia, no departamento da Gironda. Estende-se por uma área de 123,69 km². Em 2010 a comuna tinha 2 870 habitantes (densidade: 23,2 hab./km²).